# Spatalistis
Spatalistis — рід метеликів з родини листовійок. Представники роду зустрічаються в Європі, Східної та Південної Азії. Гусениці сплітають з листків і генеративних органів деревних рослин притулку, в яких розвиваються. Розмах крил метеликів 10-19 мм. Характерне для представників жилкування крил: на передніх і задніх крилах жилки M 3 і Cu 1 відходять від середньої осередку загальним стеблом; жилки Cu 2 на передніх крилах відходить від другої третини серединної осередком, R 5 впирається у зовнішній край.
Види:
- Spatalistis aglaoxantha (Meyrick, 1924)
- Spatalistis armata (Razowski, 1966)
- Spatalistis bifasciana (Hubner, 1787)
- Spatalistis christophana (Walsingham, 1900)
- Spatalistis crocomis (Meyrick, 1908)
- Spatalistis delta (Razowski, 2003)
- Spatalistis droserantha (Meyrick, 1930)
- Spatalistis dulcedana (Kuznetzov, 1992)
- Spatalistis egesta (Razowski, 1974)
- Spatalistis gerdia (Diakonoff, 1976)
- Spatalistis gratiosa (Razowski, 1964
- Spatalistis hormota (Meyrick, 1907)
- Spatalistis nephritica (Razowski, 1966)
- Spatalistis numismata (Diakonoff, 1968)
- Spatalistis orbigera (Meyrick, 1912)
- Spatalistis philauta (Diakonoff, 1983)
- Spatalistis rhopica (Meyrick, 1907)
- Spatalistis translineata (Meyrick, 1921)
- Spatalistis tyrophthora (Meyrick, 1912)
- Spatalistis violacea (Diakonoff, 1953)
- Spatalistis zygota   Razowski, 1964